# 拳銃は俺のパスポート
『拳銃は俺のパスポート』（コルトはおれのパスポート）は野村孝監督、宍戸錠主演の1967年公開の日本映画。

## 概要
「日活アクション映画」と総称されるプログラムピクチャーの一つで、藤原審爾の短編小説「殺し屋」の映画化作品（「原作」参照）。自身を雇った犯罪組織から裏切られた殺し屋が、生き残りを賭けて闘う姿を描く。
全体に本作が脚本デビューとなった新進の永原秀一のカラーが強く出ており、1960年代中期のモデルガンブームや、西部劇映画の影響を強く受けつつ、メロドラマも得意であった野村監督ならではの抒情性、更にはノンクレジットで助監督として撮影チームのB班を率いた長谷部安春によるアクション演出部分の影響を伴った、独特のハードボイルド調に仕立てられている。
登場する犯罪組織も、「ヤクザ」というよりは「ギャング」としてのキャラクターづけがなされており、伊部晴美のテーマ曲も、1960年代中期以降のマカロニ・ウエスタンの音楽で活躍したエンニオ・モリコーネの影響を強く示している。
宍戸錠は昭和30年代の日活アクション映画で、気障な台詞や洒脱な演技を押し出した典型的なライバルキャラクター「エースのジョー」を繰り返し演じたことでスターダムに昇った経歴を持つが、本作ではかつての出演作のようなコミカルな演技や軽口をいっさい抑え、全編で無駄口をきかず、ほとんど笑いも見せないストイックな役柄を演じ通した。
高橋英樹主演の任侠映画「男の紋章」シリーズとの2本立て用に急遽企画され、脚本執筆4日、撮影20日ほどの短期間で早撮りされた。主演の宍戸は、膨大な出演作の中でも特に本作を「もっとも好きな出演作品」と語っている。
同年9月に公開された宍戸主演、長谷部安春監督による『みな殺しの拳銃』の予告編には本作の映像・音楽の一部が流用されている。

## キャスト
- 上村周治：宍戸錠
- 美奈：小林千登勢
- 塩崎駿：ジェリー藤尾
- 船木：深江章喜
- ダルマ船の船長：山田禅二
- 千崎：江角英明
- 金子：本郷淳
- 三好：宮部昭夫
- お辰：武智豊子
- 島津組の殺し屋：草薙幸二郎
- 島津組二代目：杉良太郎
- 島津組幹部：長弘
- トラック運転手：野呂圭介
- 貨物船船長：雪丘恵介
- トラック運転手：柳瀬志郎
- 大田原の子分：木島一郎
- 雲州：高木均
- 自動車工場工員：榎木兵衛
- 津川の子分：黒田剛
- スクラップ工場工員：糸賀晴雄
- トラック運転手：宮原徳平、久遠利三
- 大和運輸運転手：晴海勇三
- トラック運転手：紀原土耕、伊豆見英輔、平塚仁郎
- 津川の子分：田畑善彦
- 大和運輸運転手：柴田新三
- トラック運転手：井田武
- ダルマ船で博打している男：高林渡
- トラック運転手：東郷秀美
- トラック運転手：吉田毅、赤司健介、石火矢哲郎(のちの村井健二)
- ドライブバンク受付嬢：西原泰江
- 津川の屋敷の使用人：高山千草
- 津川の愛人：佐藤サト子
- 技斗：高瀬将敏
- 大田原：佐々木孝丸
- 津川：内田朝雄
- マンションの管理人：中村是好
- 島津：嵐寛寿郎

## あらすじ
横浜を仕切る大田原組の縄張りに、関西から大物フィクサー・島津の組が侵攻を進めていた。島津を亡き者にすべく、大田原組長の差し金でフリーランスの殺し屋・上村が招かれる。大田原の饒舌な秘書役・金子によれば、島津はビジネスで近日国外に渡航予定、さしあたりの時間がない。島津はオフィスの窓も自家用車も防弾ガラスで固め、通常なら暗殺のチャンスはほとんどなかった。
上村は弟分の運転手役・塩崎と共に手際よく準備を整えた。そして、島津と大田原が相対した茶席の座敷をライフルで遠距離狙撃し、大田原の目の前で島津組長とその用心棒を仕留めることに成功した。
スクラップ工場で狙撃に使った銃を処分し、手筈通りに報酬の残金を受け取った二人は羽田空港からエールフランス機で国外に高飛びしようとするが、いち早くこれを察知した島津組の手の者に脱出を阻止され、連行される。塩崎の機転のおかげで彼らを倒すことができたが、速やかな逃亡は不能となった。
上村と塩崎は大田原組の手配で海路での国外脱出を図ることになり、横浜のドライブイン兼業の安ホテル「渚館」に身を隠すことになった。そこには水上生活者の生まれである女・美奈が働いていた。彼女は水上生活者のコミュニティから去ろうとしたが、ヤクザ者――大田原組の千崎――の愛人にならざるを得ず、その男のもとからも去って、ヤクザの息のかかったドライブインで働く、出口のない身の上だった。美奈は、逃亡者である二人に同情を抱くが、渚館の女将・お辰は、お尋ね者に情をかけるんじゃないと辛辣にあしらう。
大田原組から上村たちを逃がす手配を引き受けていた海運関係の裏の顔役・津川のところに、「海路の逃亡なら津川の領分」と承知する島津組の幹部が来訪し、上村たちの捕縛協力を依頼する。手付の大金を受け取った津川は、あっさりと日和見を目論み、上村と塩崎を乗せる当夜の船の手配を取り消す一方で、「二人に『今夜は渚館に泊まらん方がいい』と伝えろ」と時間稼ぎを図る。
上村と塩崎は長距離トラックに便乗していったん小田原のモーテルまで逃げ、翌朝、別のトラック（黒猫マーク入りの大和運輸車）にまたも便乗、横浜に向かった。
その朝、太田原邸を出た金子の乗用車を、スポーツカーが追ってくる。街中でのカーチェイスの末に追いつめられた金子は、追手の島津組配下の男に銃で脅され、上村と塩崎と落ち合う渡船の船着き場まで案内させられる。ところがそこに大型トラックが突っ込んできた。島津組の男は拳銃で反撃したが、スポーツカーもろとも海中に突き落とされ沈んでしまった。上村と塩崎はトラックドライバーたちを縛り上げてトラックを奪い、塩崎の運転で追手を片付けたのだった。金子は「渚館で待っているように」と指示し、二人はやむなくそれに従う。
その頃、島津の息子が二代目として島津組を継ぐことになり、津川の仲介で大田原と面会した。利に聡い二代目は大田原との手打ちに同意、ただし先代を葬った刺客は始末してほしいと要求。島津、津川との関係から利益を得られる大田原も、上村らの始末に同意した。
上村は大田原組に頼ってはいられないと見切りをつけ、水上生活者たちにコネクションのある美奈に依頼し、沖止めされた外国行きの貨物船に小舟で乗り移れるよう手はずを整えた。水上生活者の一団は結束が固く、ヤクザたちをも寄せ付けない立場にあるからだった。美奈もこれを機に外国へ脱出することにした。
ところが上村と美奈が渚館に戻ると、お辰から「塩崎が連れて行かれた」ことが伝えられる。千崎たち大田原組の者たちが塩崎を急襲し、彼を誘拐していったのだった。上村は自分たちが大田原組に裏切られたと悟った。
上村は大田原組にコンタクトを取り、狙撃の実行者である自身が「標的」として日本に残ることと引き換えに、大田原組の手から塩崎を解放させる承諾を取り付けた。散々に殴られてボロボロにされた末、外国行きの貨物船にモーターボートで送りつけられ、上村との再会を喜ぶ塩崎だったが、上村はその場で塩崎を殴って気絶させると美奈に委ね、塩崎を連れてきた敵の船が監視する中、ダルマ船で陸に戻っていった。横浜港から出航した船上で意識を取り戻した塩崎は、美奈から経緯を聞いて愕然とし、デッキに飛び出すと、陸に向って大声で慟哭した。
上村は「決着をつける」ことを示唆するように、大田原組に対し「自分は逃げも隠れもしない。明日朝7時に埋立地で遭おう」と申し入れた。大田原組の側はこれを受け入れる。上村はさっそく砂塵吹き荒れる荒野のような無人の埋立地にやってくると、刺客が何人現れるか、どうやって反撃すべきか、と生き延びる術を黙考する。
大田原組長の凄腕の部下・三好は、手回しよく特別防弾仕様の大型メルセデス・ベンツを用意し、散弾銃の使い手でもある上村でも容易に狙えないよう防備していた。三好は邸宅敷地での銃声を消すため、テープレコーダーでヘリコプターの爆音を鳴らし、特別車のガラスを撃って、その防弾性能を披露する。太田原とその部下、津川、島津組二代目らが一堂に会している様子を、上村は丘の上から双眼鏡で眺めていた。
上村は土木作業員からの横流しでダイナマイトを入手。時計店でストップウォッチ、電器店では大型乾電池などを仕入れた。潜伏したホテルの部屋でそれらの資材を黙々と組み立てた上村は、深夜まで、豆電球の点灯でストップウォッチの通電テストを繰り返す。
夜明け、上村はゴルフバッグを手にタクシーで埋立地に降り立った。バッグから取り出した2連散弾銃に弾丸を詰めてから、スコップを取り出し、スーツが汚れることもいとわずに、埋立地の地面に棺のような穴を掘る。穴を掘り終えスコップを投げ捨て、かじかむ手でダイナマイトの雷管を装填した彼の目に、弱弱しく地を這う小さなハエの姿が入る。冬の朝日の中、ようやく空に舞い上がったハエを眺める上村……
そこへ男たちの放つ銃弾が飛んできた。上村は散弾銃とベレッタ拳銃を素早く使い分けながら荒れ地を駆け、4人の刺客全員を立て続けに射殺する。その姿を、津川、大田原、二代目島津、そして三好と千崎とが揃って、離れた場所に止まるベンツから観察していた。「やっぱり散弾銃だ」と予想的中にほくそ笑む三好。刺客たちは腕試しの鉄砲玉に過ぎなかった。時計が7時を指し、三好の合図で千崎が車を発進させた。
突進してくるベンツの助手席からは、三好がカービンの銃弾を浴びせかけてくる。散弾銃を構えた上村は、しかし撃とうとしない。肩に、脚にと何発かの弾丸を受けながらも、臆することなく車の正面に立ちはだかり続けた――車が目前に迫った瞬間、銃を投げ捨て「墓穴」に転がり込む上村。真上をボスたちのベンツが通過したとき、強力磁石付きの時限発火ダイナマイトが床下に叩きつけられた。「墓穴」を行き過ぎて急ブレーキをかけたベンツは、直後大爆発、炎上した。起き上がった上村は燃え盛る車を眺めたが、勝利の凱歌を上げることもなく、傷の痛みによろめきまどい、足を引きずりつつ、疲れ果てた表情で戦いの場から遠ざかっていった。

## 製作背景
- 製作は多くの日活B級活劇映画に共通する過酷なスケジュールと低予算で、脚本執筆に4日、撮影も公開日目前の1967年1月に20日ほどの短期間で製作された。屋外ロケーションの多い作品ながら真冬の撮影であっただけに、苦労も多かったという。
- 宍戸は監督の野村、B班担当の長谷部らを相手に多様なアクションのアイデアを提案し（宍戸が日活アクション映画で頭角を現して以来の習慣だった）、ラストの決闘シーンの流麗なガンアクションをはじめ相当な部分で活かされている。
- 宍戸が矢作俊彦との対談で語ったところでは、ラストシーンの埋立地のロケーションに使われたのは、川崎市扇島の埋立地であった。21世紀時点ではすでに撮影当時とは一変して都市化しているという（ただし実際の扇島は埋め立て完成後は純然たる工場用地となっており、別の埋立地でロケした可能性もある）。日活は本作のビデオソフト紹介にてロケ地に横浜、羽田空港を挙げたほか、ドライブイン「渚館」のロケ地を熱海としている。
- 脚本の永原秀一は、本作での実績に基づき、同種のハードボイルドなガンアクション作品の企画を立てて脚本も執筆したが、日活・宍戸主演では映画化は実現せず、翌1968年に東宝で「狙撃」（堀川弘通監督・加山雄三主演）として映画化されている。

## 原作
本作の原作については、本編のクレジットでも、現在、日活のウェブサイトで閲覧できる作品紹介でも「藤原審爾（「逃亡者」より　久保書店刊）」とされている。これを受け、本作の原作を藤原審爾の「逃亡者」とする見方が広がっているものの、久保書店刊『逃亡者』は短編集であり、「逃亡者」「殺し屋」など全5編が収められている。その内、本作の原作となっているのは表題作の「逃亡者」ではなく「殺し屋」であることは明らか。役名（周治、駿、美奈など）や基本的プロット（島津組の組長を暗殺した二人組が安ホテル「渚館」に身を隠し高飛びの機会を窺う）も映画と一致している。ただし、映画のクライマックスとなっている埋立地での対決は完全に映画オリジナル。また原作にも映画にも大田原、津川、千崎、三好という人物が登場するが、原作と映画では人物設定が異なっている。
なお、短編小説「殺し屋」は『面白倶楽部』1958年11月号が初出。その後、光風社刊『果しなき欲望』に収録され、さらに1965年、本作の原作とされている久保書店刊『逃亡者』に再録されている。

## サウンドトラック
- 拳銃は俺のパスポート　オリジナル・サウンドトラック（2020年6月24日/CINEMA-KAN/規格番号CINK-62）

伊部春美作曲の口笛を用いたマカロニ・ウエスタン風のテーマ曲が、アレンジされながら全編で繰り返し使われる。また本業が歌手であるジェリー藤尾の見せ場を作るため、挿入歌として『逢いたいぜ』（作詞 杉野まもる、作曲 伊達政男）が作られており、渚館での上村と塩崎の会話シーンでジェリーがギターで弾き語る演出がされている。CDには本編未使用の音源も収録されている。

## 小道具

### 銃器類
題名は「拳銃」を「コルト」と読ませるほど凝っているが、主人公・上村の使う拳銃はベレッタ・M70系と思われるモデルで、作中にはコルト自体出てこない。
映画初頭の狙撃シークエンスでは、マンションの空き部屋から茶席狙撃にとりかかろうとする上村が、窓を開けて紙巻き煙草を一服してから、煙草をつまんで外に差し出し、煙で風向きを探る。このアメリカ映画や欧米サスペンス小説などで見られる道具立ては、それ以前の日本映画では見られなかったもので、「一度『仕事』に使ったライフルは処分する」（弾丸のライフルマークに基づく警察の検挙を回避するため）上村のポリシーも含めて、本作のディテールづけの細やかさが端的に現れている。脚本の永原秀一は本作で使われた風向きの見方やライフルの処分などの描写を、加山雄三主演の「狙撃」でも再度用いている。
銃器類の克明な描写が特徴であるが、撮影に使用された劇用銃のディテールには珍妙なものや多数の矛盾も混じっている。同一シークエンスで銃が入れ代わることも多々ある。
特に三好役の宮部昭夫が使う銃は、ロングバレルタイプのルガーP08にスコープを載せ（この映画のようなスコープ装着を実銃に行った場合、ルガー独特の上方に持ちあがるトグルと当たって、初弾の装填自体ができないし、発射できてもスコープがもげるうえ排莢できない）、なおかつトリガー前方に、サブマシンガンのような箱型弾倉が外付けされている。この不思議なプロップガンはラストシーンでは発射するたびに排莢するギミックを作動させている。

### 自動車
自動車については破壊・放棄シーンで（高価な自動車を壊しまくれるような大作映画ではないため）類似の廉価モデルや旧型車へのすり替え、ミニチュア撮影などが施されている。
- 前半で塩崎の運転によって活躍する高性能車プリンス・スカイライン2000GT（S54型）は、上村と塩崎の潜伏に際して海中に投棄されるが、この時実際に捨てられたのは6気筒エンジンのスポーツ型2000GTでなく、同じスタイルだが4気筒エンジン大衆車でボンネットが短いスカイライン1500（S50型）であった。
- ラストに登場する防弾ベンツのベースは、1959年以降の「フィンテール」（日本ではハネベンとも呼ばれる）モデルで映画公開当時はまだ生産中のモデルであったが、爆破・炎上した車はやはりメルセデスながら、1世代古く鈍重なスタイルの「ポントン」系中古モデルにすり替えられている。
- 塩崎がふそうの大型トラックで刺客の輸入スポーツカーMG-Bに突っ込んでMGを殺し屋ごと海中に突き落とすシーンでは、突き落しの瞬間だけをトラック、MG、刺客とも模型・人形に差し替えているのがはっきりわかる。
- その他の一般車は、金子の車やタクシーでの初代セドリック後期型、美奈の運転する初代キャブオールなど、当時の量産型日産車の登場機会が多い。

### その他の小道具・タイアップ
- 宍戸はラストで「冬のハエ」を出すことを提案したのは自分であったと語っている。宍戸自身、撮影中のシーズンが冬であったので無理な提案だったかとも考えたが、意外にもスタッフは大量のハエを造作なく調達してきた。彼らは日活撮影所食堂の厨房に飛ぶハエを捕まえてきたのである。
- 作中で上村はスイス製の超高級腕時計バセロン・コンスタンチンを着用しており、幾度かクローズアップで登場するが、これは宍戸の私物であった。この時計は宍戸が所蔵していた多くの映画関係資料と共に、2012年の宍戸宅全焼で失われたという。
- 冒頭の暗殺で使用したライフルの処分に利用されたスクラップ工場「日本カーベキュー」は千葉県船橋市に工場のあった実在の企業で、1965年創業。自動車の廃車体を回転させながらバーナーにかけ、余分な付属品を焼き落としてからスクラップ処理する、日本独自の「カーベキュー」方式のはしりとなった企業であった（後年、自動車スクラップ処理の技術は、加工後の鉄材品質に勝るシュレッダー方式が導入され、現代まで主流となっている）。映画では短いシークエンスながらバーナー焼却→圧縮→ブロック状のスクラップ化、という過程をたどる同社の加工処理が描写されており、タイアップ的な意図があったことがうかがわれる。同社の工場はほかにもテレビドラマなどでの協力事例がある。
- 犯罪証拠物の隠滅シーンにスクラップ会社がタイアップしたことは、大和運輸のマーク入りトラック強奪と並んで後年の常識では考えにくいが、1960年代当時のプログラムピクチャーでは「製作主任が作品内容は精査せずに外部企業とタイアップの渡りをつけてくる」「演出側がタイアップ企業の設備・看板・商品類を無茶苦茶な形で用いる」ことは枚挙にいとまのないことであった。同時期の宍戸主演作『殺しの烙印』（鈴木清順監督）でのパロマ製炊飯器の扱いが有名な実例である。

## B級カルト映画として
B級カルト映画の特徴として、本作をめぐる当事者や映画関係者の言葉は総じて熱い。
宍戸錠は矢作俊彦との対談で本作について「やっと出来たって気持ちは、おれの中にもあったな。これは代表作だ。間違いないって気持ちもだ」と語っている。
また西脇英夫は本作について「日本ではまず不可能とさえいわれていたハードボイルドタッチをみごとに日活アクションの中へとり入れてしまった」とした上で「殺し、組織の裏切り、逃亡、待機、相棒の惨死、復讐にいたる全編がハードなタッチにいろどられ、ラストに至って、目のさめるような射撃シーンを見せてくれる。おそらくは、宍戸錠の作品の中でも最高の部類に属するだろう」としている。
同じく佐藤利明も本作のクライマックスについては「追いつめられた上村が、反撃に出るクライマックスは、おそらくは宍戸錠主演作、いや日活アクション史上、最高のシーンの一つだろう」としている。
一方で本作の扱いをめぐってはB級映画ならではの粗略さも認められ、原作をめぐる事実誤認のほか、塩崎の扱いに関する重大な誤説が流布している。
塩崎はあらすじのとおり、敵手に落ちて暴行を受けながらも、上村との交換条件で助けられる。しかし、一般に流布している書物や、インターネット上の本作への言及では、作中、追手に捕えられた塩崎が「殺された」とする記述が多々見られる。
- 映画公開当初のプレスシートでは「塩崎は殺された」と記述されていた。これを再検証することなく、日活自身のリマスター版DVD紹介サイトでも塩崎は殺されたとの記述がある（つまり映画会社側からして間違っており、それが公開から50年以上経過しても訂正されていない）。
- キネマ旬報に掲載された本作のあらすじ[5]では、塩崎が殺される記述を含め、以下に記すとおり映画の内容とは異なる設定が随所にあり、完成した映画に比べるとかなり粗略な展開になっている。プロットまたは初期シナリオでの非合理的な部分の手直しが、制作進行過程で相当に行われたことが伺われる。
  - 上村はマンションの屋上から島津を狙撃（映画ではマンションの一室から狙撃）
  - 津川組は大田原組の傘下組織（映画では、津川は大田原とは同格で別分野が縄張りのボスとして描かれている）
  - ダルマ船での脱出手配は上村自身が船長を説得（映画では、上村は船長と親しい美奈に口利きを頼んでいる）
  - 大田原は上村たちを厄介者扱いしたことから塩崎を殺し、島津組と手打ち。島津側は代償として大田原にマフィアとの密輸交渉権を譲る（映画では塩崎を殺す設定はなくなり、津川の仲介で大田原と島津二代目が手打ちするという図式に変えられている）
  - 塩崎殺害を知った上村が怒り狂い、美奈を振り切って戦いに向かう（完成した映画の上村は直情に陥ることなく冷静に振る舞う性格で、最後の対決も事前の現地確認や敵情偵察を行ったうえで作戦を立てて戦いに挑んでいる）
  - 上村はボスたちの乗るベンツにはね飛ばされながらも爆弾を投げつけ、ベンツを爆破する（映画では銃弾こそ受けるも車にはねられることは回避している）
- 日活アクション映画についての精緻なメモをまとめた渡辺武信の著作『日活アクションの華麗な世界』（1972年～1979年キネマ旬報掲載、1981年未来社刊）は、その後の日活アクション映画に関する多くの言及の種本となっているが、渡辺もこの著作で、本作のあらすじを自身の記憶または日活自身の誤ったプレスシート（ないしこれに基づく映画雑誌記事）に頼って書き「塩崎が殺された」と誤って記述していた。

本作は公開当時は大きなヒットにならなかったため、1970年代以降は、名画座などでの企画や、希にテレビでの深夜再放送が為されない限り、容易に見ることができない作品であった。そのため、これらの情報に依存した後続のフォロワー（西脇英夫もその1人）が鵜呑みにした結果、ネット上でもこの映画について「塩崎が殺された」と記述される事例が多発している。

## オマージュ
- 関川夏央・谷口ジローの漫画「事件屋稼業」には本作ラストのアクションシーンに範を取ったエピソードがある。
- THE BLUE HEARTSの真島昌利が自作したソロデビュー曲「アンダルシアに憧れて」(1989年)の歌詞には、本作のタイトルを借用した数節が含まれている。

## ビデオ・DVD
VTR版は1989年に日活から発売されたが、その後のソフト化は長く途絶えた。DVD化はアメリカ向けの英語字幕版の方が早く、2009年8月に「俺は待ってるぜ」「錆びたナイフ」などとセットとなった「ニッカツ・ノワール」として「A Colt Is My Passport」のタイトルで発売された。日活から日本国内向けDVDが出たのは2012年9月であった。

## 同時上映
『新・男の紋章 若親分誕生』
- 脚本：甲斐久尊 / 監督：井田探 / 主演：高橋英樹